# Saint-Jean-de-Maurienne
Saint-Jean-de-Maurienne (Arpitaans: Sent-Jian-de-Môrièna; Italiaans: San-Giovanni-di-Moriana) is een gemeente in het Franse departement Savoie in de regio Auvergne-Rhône-Alpes. De gemeente telde 7.524 inwoners op 1 januari 2022. De plaats is de hoofdplaats van de historische provincie Maurienne en het voormalig bisdom Maurienne, thans de plaats waar zich de bestuurlijke zetel (onderprefectuur) van het arrondissement bevindt.
De alpenstad is binnen de wielersport internationaal bekend als wielerplaats en fungeert regelmatig als vertrek- of finishplaats tijdens wielerwedstrijden.

## Geografie
De oppervlakte van Saint-Jean-de-Maurienne bedroeg op 1 januari 2022 11,51 vierkante kilometer; de bevolkingsdichtheid was toen 653,7 inwoners per km².
De gemeente ligt tussen 536 en 840 meter hoogte in de vallei van de Maurienne.
De onderstaande kaart toont de ligging van Saint-Jean-de-Maurienne met de belangrijkste infrastructuur en aangrenzende gemeenten.

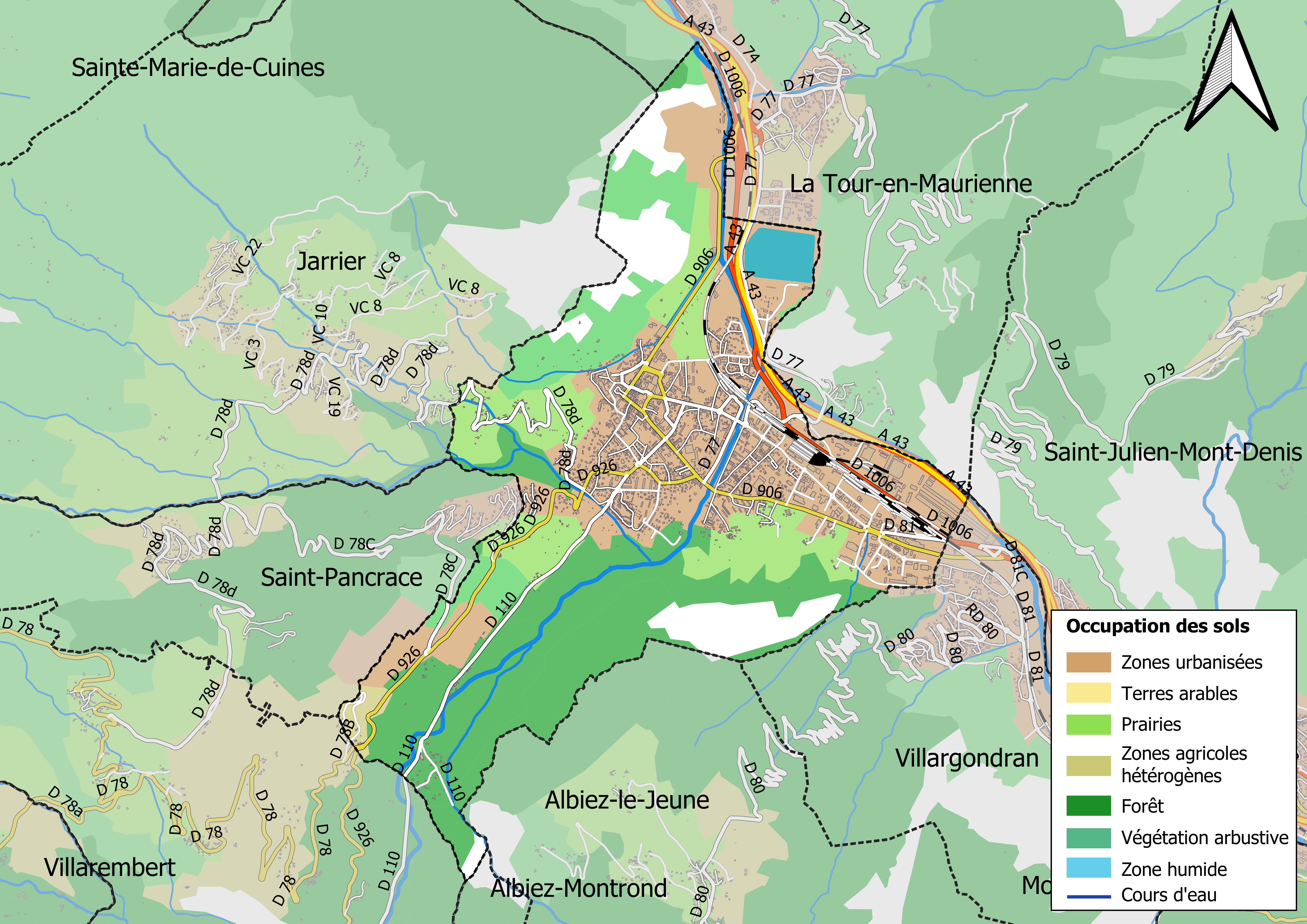

## Verkeer en vervoer
In de gemeente ligt spoorwegstation Saint-Jean de Maurienne - Vallée de l'Arvan, vaak kortweg aangeduid als Station Saint-Jean-de-Maurienne. Het spoorwegstation ligt aan de spoorlijn Culoz - Modane. Deze lijn naar Modane kent veel goederenverkeer en internationaal reizigersverkeer naar Italië. Via Saint-Jean-de-Maurienne rijden de TGV's van Parijs naar Turijn en Milaan. Er hebben ook rechtstreekse Pendolino-treinen gereden tussen Milaan en Lyon, via een korte stop aan het station van Saint-Jean-de-Maurienne. Deze treindienst is echter door de vele technische storingen afgeschaft en vervangen door een overstapverbinding in Chambéry op de TGV's.

## Demografie
Onderstaande figuur toont het verloop van het inwonertal (bron: INSEE-tellingen).

## Geschiedenis
Volgens de overlevering bracht de heilige Tigris in de 6e eeuw drie vingers van Johannes de Doper mee uit Alexandrië naar Saint-Jean-de-Maurienne. Dankzij deze relieken groeide de plaats als bedevaartsoord en werd de voornaamste plaats in de Maurienne. De stad werd de zetel van het bisdom Maurienne. De kathedraal werd in de 11e eeuw gebouwd en vergroot in de 15e en 18e eeuw. De kathedraal bezat een kapittel van kanunniken.
In de 19e eeuw kwam er industrie in de gemeente, onder andere de fabricage van messen. In 1856 werd het treinstation geopend. De gemeente werd vanaf 1907 een centrum van de aluminiumindustrie met de opening van de fabriek Péchiney, later Trimet France.

## Sport

### Wielersport
Saint-Jean-de-Maurienne is een belangrijke stad in het wielrennen. Onder andere door de ligging vlak bij bekende bergpassen als de Croix-de-Fer, de Galibier, de Glandon, de Madeleine en de Mollard passeren er heel wat wielerwedstrijden door of vlak bij Saint-Jean-de-Maurienne.
De alpenstad is meerdere malen opgenomen als een vertrek- of aankomstplaats van etappes in de Ronde van Frankrijk. Saint-Jean fungeerde als startplaats in 2006 (zeventiende rit), 2012 (twaalfde rit), 2015 (negentiende rit), 2019 (negentiende rit) en 2024 (vijfde rit). Het fungeerde als aankomstplaats in 2010 (negende rit) en 2015 (achttiende rit). In beide jaren won er met Sandy Casar (2010) en Romain Bardet (2015) een Fransman.
In 2011 werd in Saint-Jean-de-Maurienne de proloog van de Critérium du Dauphiné gereden, welke gewonnen werd door de Nederlander Lars Boom. De etappes van de Dauphiné vertrokken eerder al vanuit Saint-Jean in 2006 (zevende etappe) en 2008 (zevende etappe). Deze meerdaagse wielerwedstrijd wordt vaak gebruikt als voorbereiding voor de Ronde van Frankrijk en maakt deel uit van de UCI World Tour. Ook in de Tour des Pays de Savoie, onderdeel van de UCI Europe Tour, wordt Saint-Jean-de-Maurienne regelmatig aangedaan.

### Wintersport

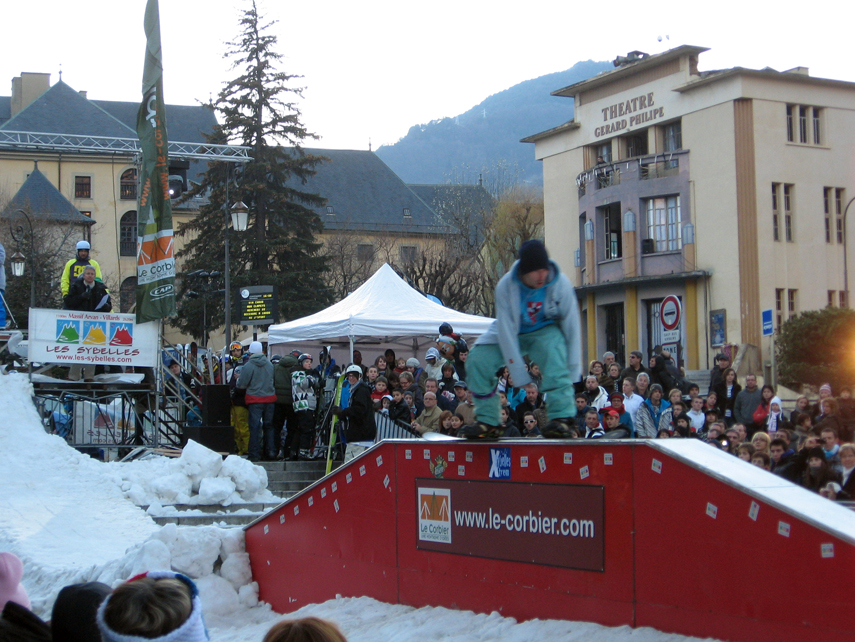
Stuntende snowboarder op het plein in het centrum van Saint-Jean-de-Maurienne

Saint-Jean-de-Maurienne is veelal betrokken met Les Sybelles, een groot skigebied rondom de stad dat grotendeels gelegen is in het Kanton Saint-Jean-de-Maurienne. Omdat men via Saint-Jean-de-Maurienne toegang heeft tot de skistations van dit domein, wordt de stad ook wel de Poort van de Sybelles genoemd. Er zijn plannen ontwikkeld om Saint-Jean-de-Maurienne door middel van een kabelbaan direct te verbinden met wintersportoord La Toussuire. De omliggende skigebieden hebben succesvolle topskiërs voortgebracht zoals Jean-Noël Augert, Jean-Pierre Vidal en Jean-Baptiste Grange, die allen geboren zijn in Saint-Jean-de-Maurienne.

## Partnersteden

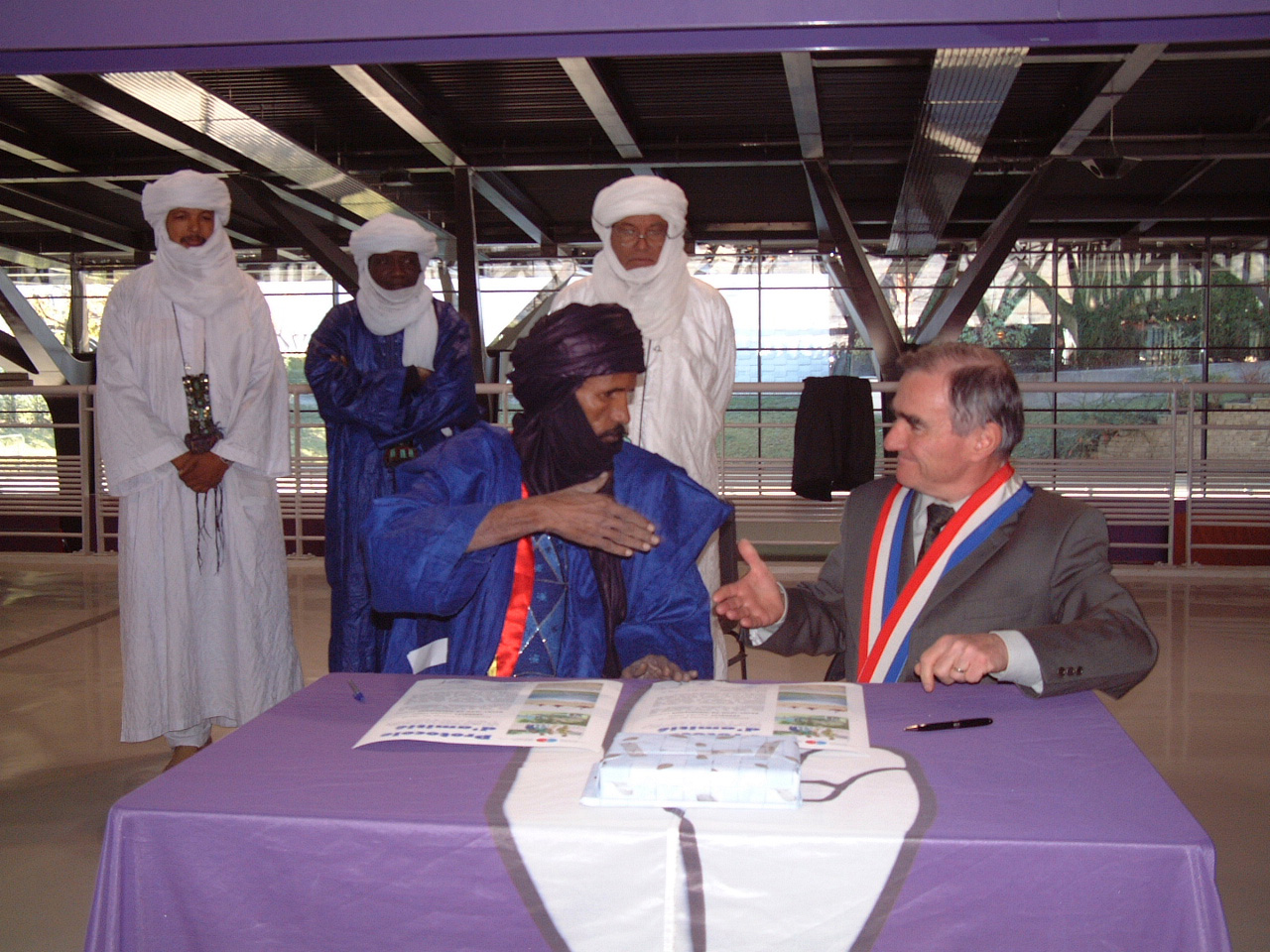
De ondertekening van het samenwerkings-akkoord met de gemeente Tessalit (Mali) in november 2005

Saint-Jean-de-Maurienne heeft jumelages met de volgende steden:
- Bad Wildungen, Duitsland.
- Dzolo, Togo.
- Tessalit, Mali.
- Giaveno, Italië.

## Bekende inwoners van Saint-Jean-de-Maurienne

### Geboren
- Pierre Balmain (1914-1982), modeontwerper
- Jean-Pierre Vidal (1977), Alpenskiër
- Jean-Baptiste Grange (1984), Alpenskiër

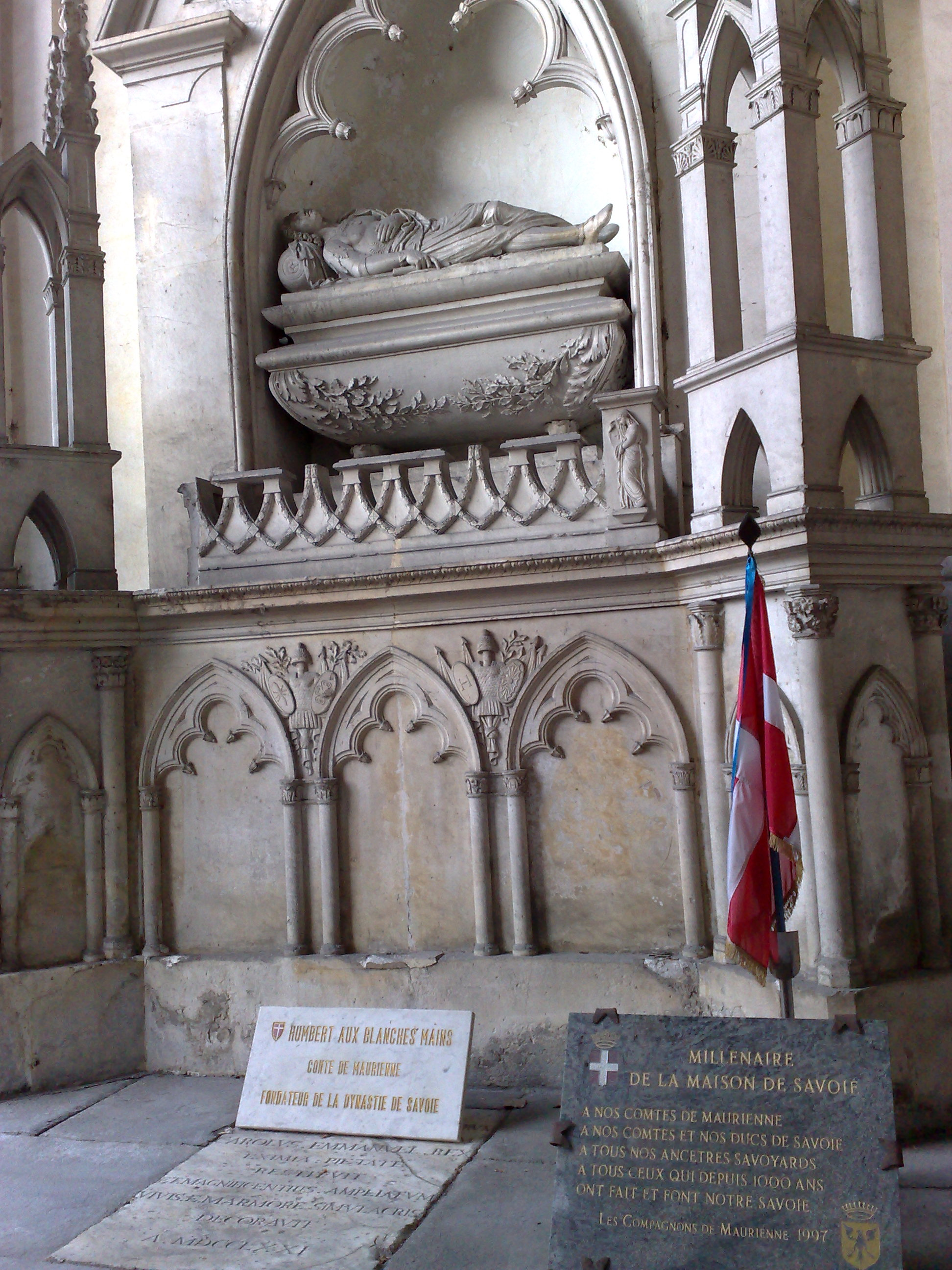
Graf van Humbert Withand

### Begraven
- Humbert Withand (ca. 975-1048), stamvader van het Huis Savoye en de koningen van Italië
- Amadeus II van Savoye (ca. 1048-1080), graaf van Savoye (Huis Savoye), graaf van Mauriënne, marktgraaf van Susa